# Feledy Balázs
Feledy Balázs (Budapest, 1947. június 6. –) művészeti író, jogász.

## Tanulmányai
1967-től 1972-ig az Eötvös Loránd Tudományegyetem Állam és Jogtudományi Karán tanult, és jogi diplomát szerzett. Az Eötvös Loránd Tudományegyetem Bölcsészettudományi Kar esztétika kiegészítő szakán folytatott tanulmányokat.

## Pályafutása
1975–1978-ban a Képzőművészek, Iparművészek és Művészeti Dolgozók Szakszervezete munkatársa. 1978-tól a Magyar Képzőművészeti Főiskola főtitkára, 1987-től a Művészeti Alap szakosztályigazgatója, 1992-től a Világkiállítási Programiroda kulturális igazgatója, 1994-tól tíz éven át a Vigadó Galéria vezetője, majd ezt követően a Csók István Galéria művészeti igazgatója. A Barcsay Jenő Képzőművészeti Alapítvány kuratóriumának elnöke. Elsősorban a kortárs magyar képzőművészet, iparművészet, fotográfia jelenségeinek kutatója, kiállítások szervezője, kurátora, megnyitója. A Magyar Iparművészet szerkesztőbizottságának tagja. Könyvei, publikációi, kritikái, recenziói elsősorban katalógusokban, szakmai kiadványokban, továbbá a Magyar Iparművészet, a Magyar Krónika, a Magyar Művészet, a Magyar Demokrata című folyóiratokban jelennek meg.

## Díjai
- 2015 Budapestért díj[5]
- 2017 Prokop Péter-díj[6]
- 2017 M.S. Mester-díj[7]
- 2019 Holló László-díj[8]

## Írásai
- Feledy Balázs. „Szakrális művészet: Túl az érzékeken?”. Magyar Művészet 2. (2014/2), 48.. o. (Hozzáférés: 2022. január 25.)
- Feledy Balázs. „A hivatalnokok bevonulása a képzőművészetbe – Horváth György könyvéről” (magyar nyelven). Magyar Művészet, Budapest (2017/1), 96. o. (Hozzáférés: 2022. január 25.)
- Feledy Balázs. „A gondolkodó szobrász – Kiadvány Ócsai Károly (1938–2011) szobrászművészről”. Magyar Művészet (2017/2), 137. o. (Hozzáférés: 2022. január 25.)
- Feledy Balázs. „Az őszinteség katarzisa – Romváry Ferenc A képtárcsináló című könyvéről”. Magyar Művészet (2018/2), 131. o. (Hozzáférés: 2022. január 25.)
- Feledy Balázs. „Erős inventio – Szűcs Zsuzsanna kiállítása a fővárosi Füvészkertben”. Magyar Művészet (2017/3), 141. o. (Hozzáférés: 2022. január 25.)

### Kötetek
- Dr. Feledy Balázs. Morvay László (Fűzött papírkötés), Galéria '13 Soroksár Nonprofit Kft. (2015. január 1.). ISBN 9786158019422
- Feledy Balázs; Bereczky Loránd előszavával: A kép teljessége – Rádóczy Gyarmathy Gábor életművéről (magyar, angol, német nyelven) pp. 109. Körmendi Kiadó, 2006. (Hozzáférés: 2022. január 26.)
- Holesch; Abigail Galéria és Aukciós Ház, Budapest, 2016
- Feledy Balázs. Koller – Egy legenda nyomában – (keménytábla, védőborító) (magyar nyelven), Budapest: Corvina Kiadó Kft., 136. o. (2013. március 25.). ISBN 9789631361193
- Feledy Balázs, Mendelényi Zoárdné Tünde. Vivát Varga! (keménytábla CD melléklettel) (magyar nyelven), Corvina Kiadó Kft., 104. o.. ISBN 9789631361803
- Feledy Balázs, Péntek Imre. Németh János (keménytábla) (magyar nyelven), MMA Kiadó Nonprofit Kft., 96. o. (2019. március 25.). ISBN 9786155869358
- Eifert János; HUNGART Vizuális Művészek Közös Jogkezelő Társasága Egyesület, Budapest, 2019
- Feledy Balázs–Ujszászi Róbert: Tóth Béla szobrászművész; Csongrád, Önkormányzat, 2019
- Együtt lélegezve. Drienyovszki János szobrai; Körmendi Galéria, Budapest, 2021 (Körmendi Galéria. Budapest sorozat)
- Veress Sándor László. Érzékelés, látomás, indulat; MMA, Budapest, 2022
- Credo. Olasz Ferenc életműve; MMA, Bp., 2023